# Velha Montreal
A Vieux-Montréal (Velha Montreal, em português) é um bairro da cidade de Montreal, Canadá, província de Quebec. É o bairro histórico da cidade, com prédios datando do século XVIII e XIX.

## Origens

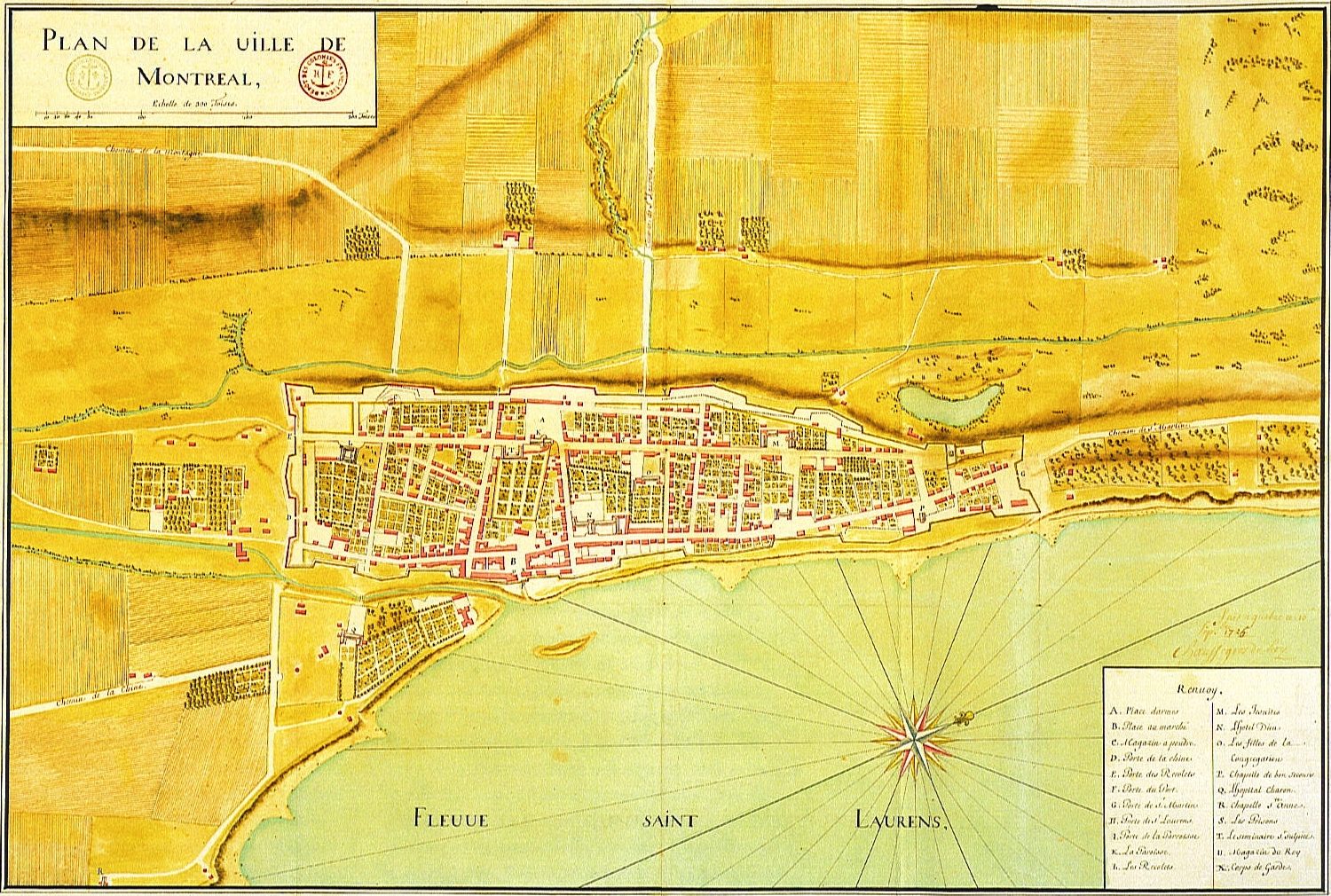
!Montreal, fortificações em 1725

Vieux Montreal é um distrito histórico da cidade de Montreal situado no distrito de Ville-Marie. A parte principal de Vieux Montreal foi declarada distrito histórico em 1964 pelo Ministério dos Affaires Culturelles de Québec.
O distrito histórico de Vieux Montreal é situado dentro de um perímetro treinado (formado) principalmente pelo plano das fortificações anteriores (antigo) que cruzaram ao longo da rua McGill no Oeste, a ruela das Fortificações no Norte, a rua Berri no Oriente e rua da Municipalidade (Comunidade) no Sul. Mais adiante para recentes modificações, o distrito foi aumentado para incluir o des de rua Soeurs-Grises no Oeste ligeiramente, a rua Saint-Antoine no Norte e a rua St-Hubert no Oriente. Ele (isto) também inclui o porto velho de Montreal.
O local de origem da cidade de Montreal, chamou a Ville-Marie então, é precisamente conhecido. É sobre Pointe-à-Callière onde é o museu de mesmo nome, em uma língua de terra na confluência do rio São Lourençe e o Rio Pequeno (rio incorretamente chamado São Pierre). É o Paul de Chomedey, sieur de Maisonneuve que a cidade em 1642 no nome da Société Notre-Dame de Montreal para a conversão dos selvagens em Pedaço de notícias-França, sociedade criada por sulpiciens Jean-Jacques Olier e Jérôme Le Royer de La Dauversière lá. Nós construímos o primeiro lá forte em 1643.

## Fotos

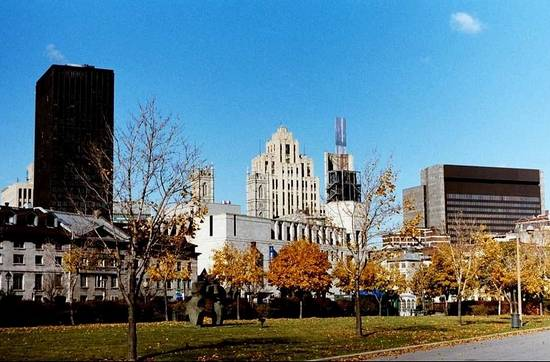
Vieux-Montréal
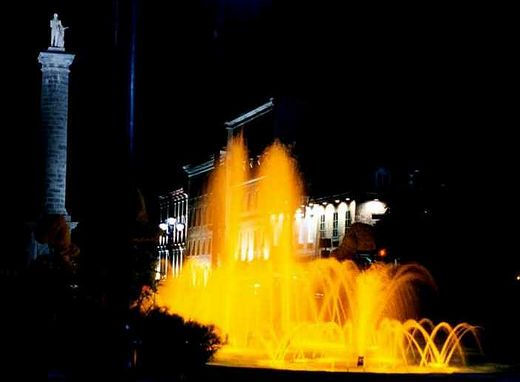
Place Vauquelin con Colon Nelson
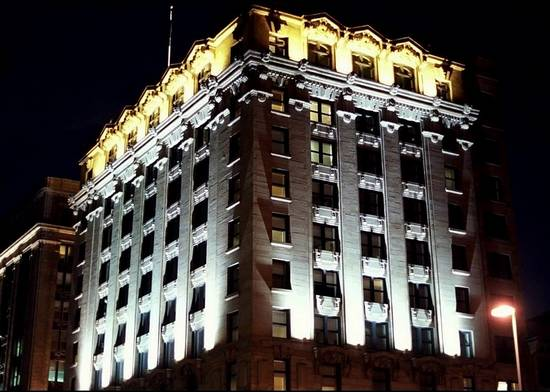
Canadian Express Building (1908),  ahora Hôtel St-Paul
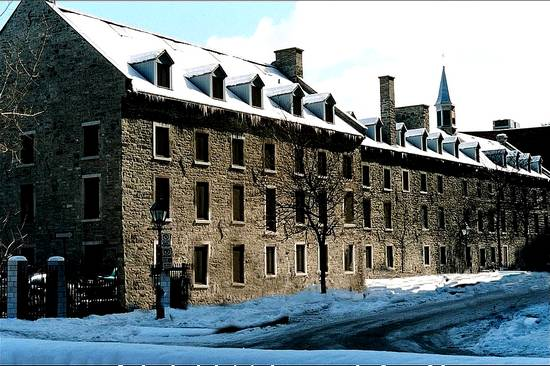
Hôpital général
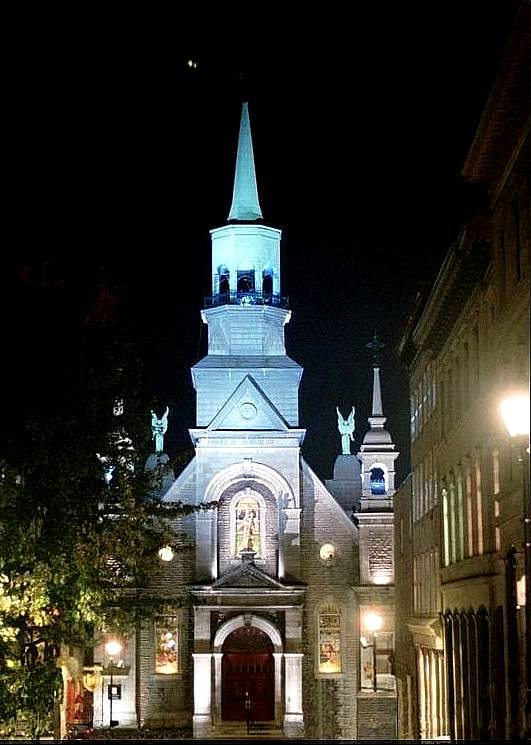
Notre-Dame-de-Bon-Secours
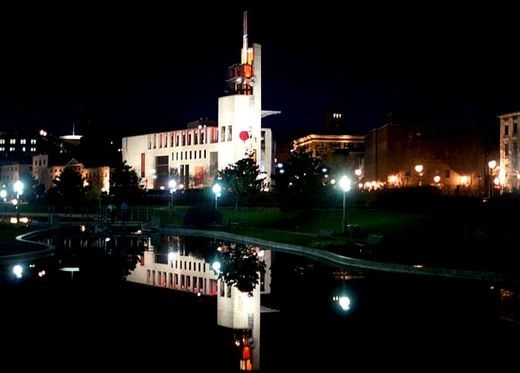
Pointe-à-Callière
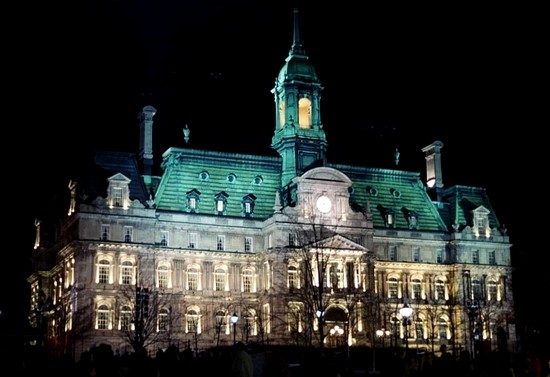
Hôtel de Ville  de Montreal
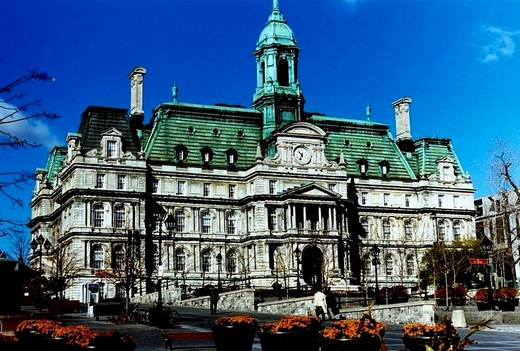
Hôtel de Ville, Montreal
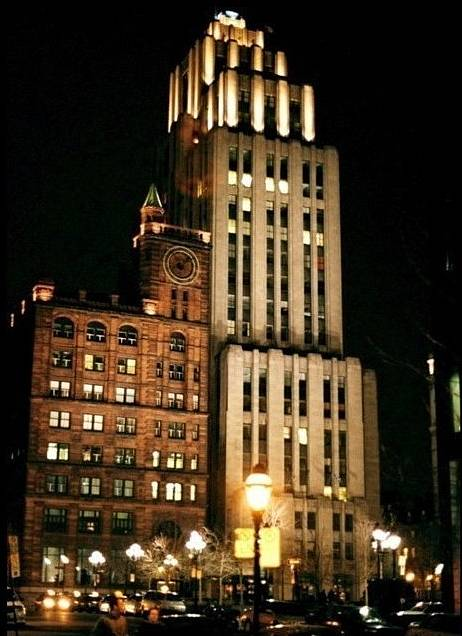
New York Life Building e Aldred Building, Place d'Armes
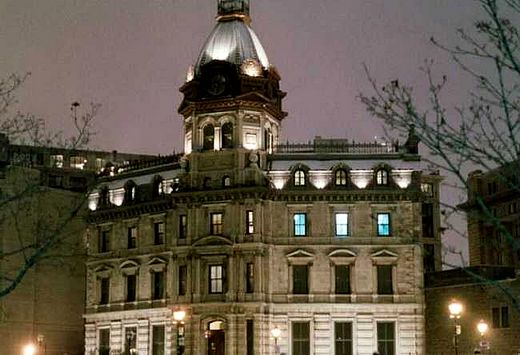
Édifice des Commissaries  (1878)
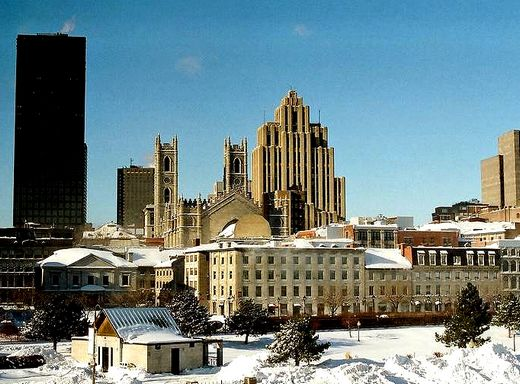
Place d'Armes
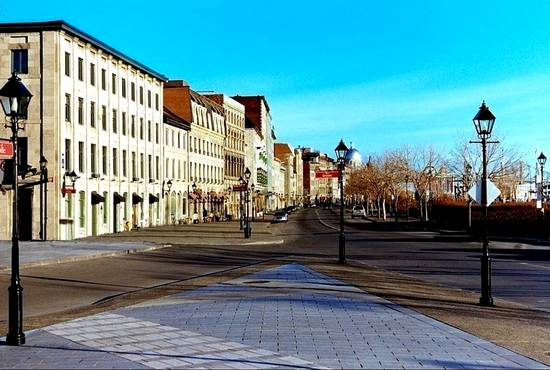
Rue de la Commune
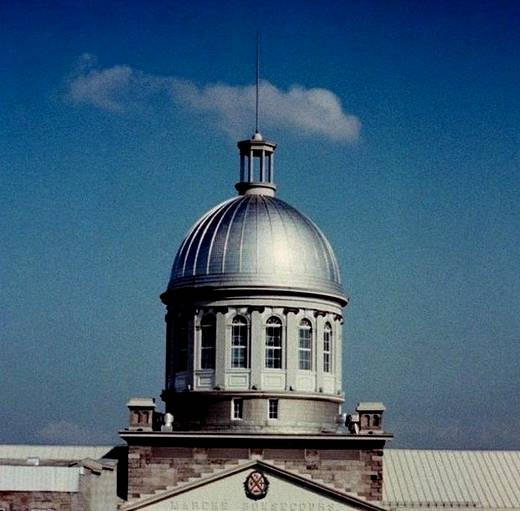
Cúpula del Mercado Bonsecours
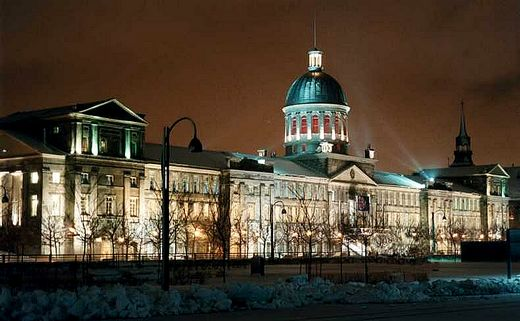
Mercado Bonsecours
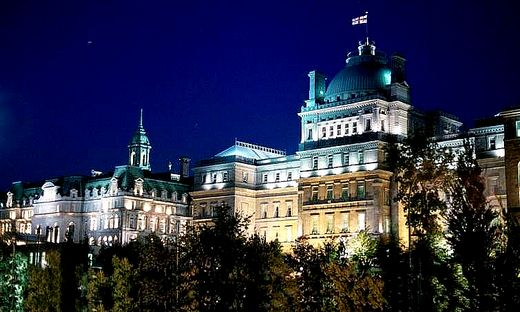
Hôtel de Ville  de Montreal,  Antiguo Palacio de Justicia
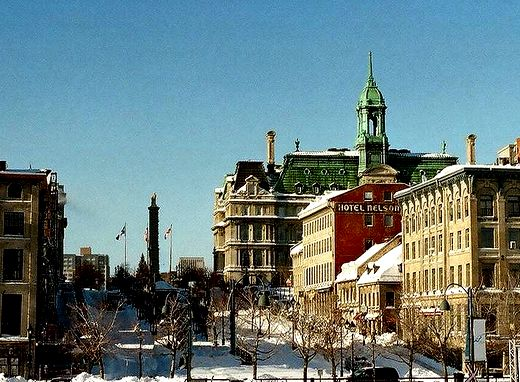
Place Jacques-Cartier
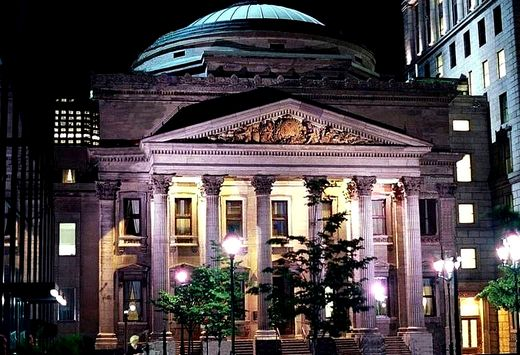
Bank of Montreal
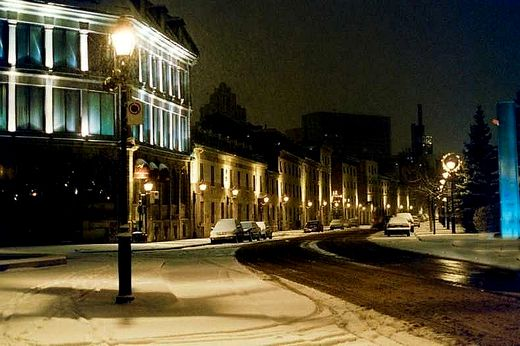
Rue de la Commune
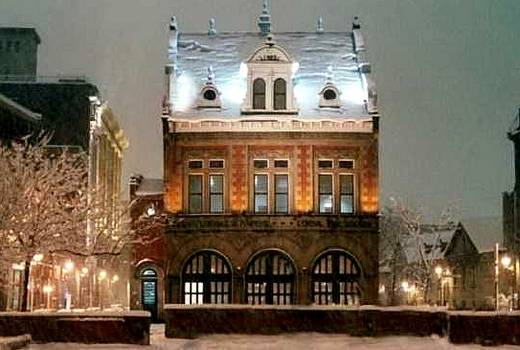
Estación de bomberos (1903), Place d'Youville
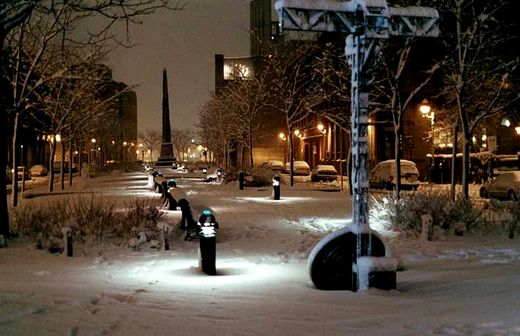
Place d'Youville
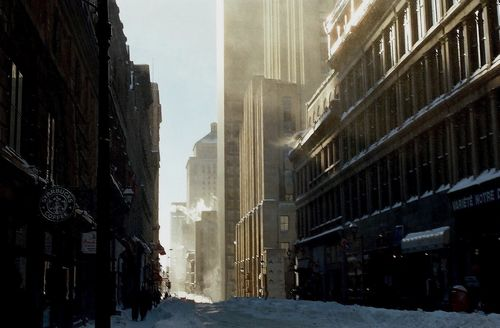
Rue Notre-Dame
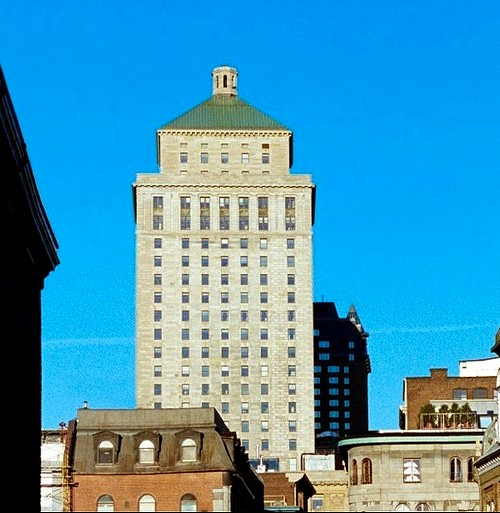
Royal Bank Building
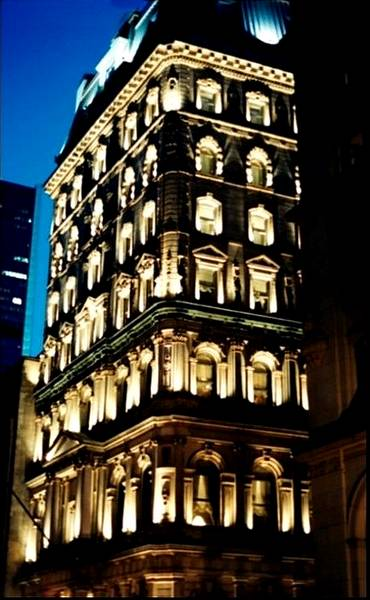
Merchant Bank (1873), ahora Hôtel St-James
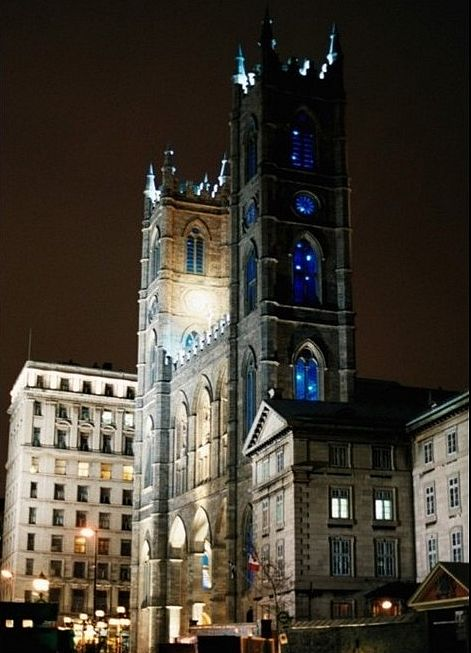
Basilica Notre-Dame